# لوكاس باروس دا كونا
لوكاس باروس دا كونا هو لاعب كرة قدم برازيلي في مركزي الدفاع، ولد في 21 أغسطس 1999 في ريو دي جانيرو في البرازيل. لعب مع بوتافوغو ريغاتاس.

## وصلات خارجية
- لوكاس باروس دا كونا على موقع قاعدة بيانات كرة القدم.إي يو (الإنجليزية)
- لوكاس باروس دا كونا على موقع Soccerway.com (الإنجليزية)